# 夢見たい★ANGEL隊
「夢見たい★ANGEL隊」（ゆめみたいエンジェルたい）は、エンジェル隊の2枚目のシングル。2002年2月28日にLantisから発売された。

## 概要
テレビ大阪・テレビ東京系アニメ『ギャラクシーエンジェル』に登場するエンジェル隊（ミルフィーユ・桜葉、蘭花・フランボワーズ、ミント・ブラマンシュ、フォルテ・シュトーレン、ヴァニラ・H）が歌う、第2期オープニングテーマ、エンディングテーマが収録されている。

## 収録曲
全作詞：田辺智沙
1. 夢見たい★ANGEL隊 [3:47]
作曲：平間あきひこ、編曲：南良樹
  - テレビ大阪・テレビ東京系アニメ『ギャラクシーエンジェル』（第2期）オープニングテーマ
2. はっぴぃ・くえすちょん [4:10]
作曲・編曲：和泉一弥
  - テレビ大阪・テレビ東京系アニメ『ギャラクシーエンジェル』（第2期）エンディングテーマ
3. 夢見たい★ANGEL隊（off vocal）
4. はっぴぃ・くえすちょん（off vocal）

## 収録作品
アルバム
- 『ギャラクシーエンジェル オリジナルサウンドトラックZ』
  - 夢見たい★ANGEL隊（TV size）
  - はっぴぃ・くえすちょん（TV size）
- 『ギャラクシーエンジェルでWHAT!?』
  - 夢見たい★ANGEL隊（ごくらくver.）
- 『Broccori The Live 〜デ・ジ・キャラット&エンジェル隊コンサート〜 in 横浜アリーナ エンジェル隊EDITION』
  - 夢見たい★ANGEL隊（ライブバージョン）
- 『ギャラクシーエンジェルでFEVER!』
  - 夢見たい★ANGEL隊
  - はっぴぃ・くえすちょん
- 『ギャラクシーエンジェル ベストアルバム#1“一番搾り”』
  - 夢見たい★ANGEL隊